# Burke (Washington)
Burke az Amerikai Egyesült Államok északnyugati részén, Washington állam Grant megyéjében elhelyezkedő önkormányzat nélküli település.
Burke postahivatala 1907 és 1925 között működött. A település névadója James M. Burke postamester.

## Fordítás
Ez a szócikk részben vagy egészben  a   Burke, Washington című angol Wikipédia-szócikk ezen változatának fordításán alapul.  Az eredeti cikk szerkesztőit annak laptörténete sorolja fel. Ez a jelzés csupán a megfogalmazás eredetét és a szerzői jogokat jelzi, nem szolgál a cikkben szereplő információk forrásmegjelöléseként.